# Garfield MacDonald
James Garfield MacDonald (Lower South River, Nova Escòcia, 8 d'agost de 1881 – Camden, Nova Jersey, 6 de novembre de 1951) va ser un atleta canadenc que va destacar en el salt de llargada, triple salt i salt d'alçada a començaments del segle xx.
El 1908 va prendre part en els Jocs Olímpics de Londres, on guanyà la medalla de plata en la prova del triple salt del programa d'atletisme. També disputà el salt d'alçada i el salt de llargada, però no aconseguí medalla.